# Боронові кислоти

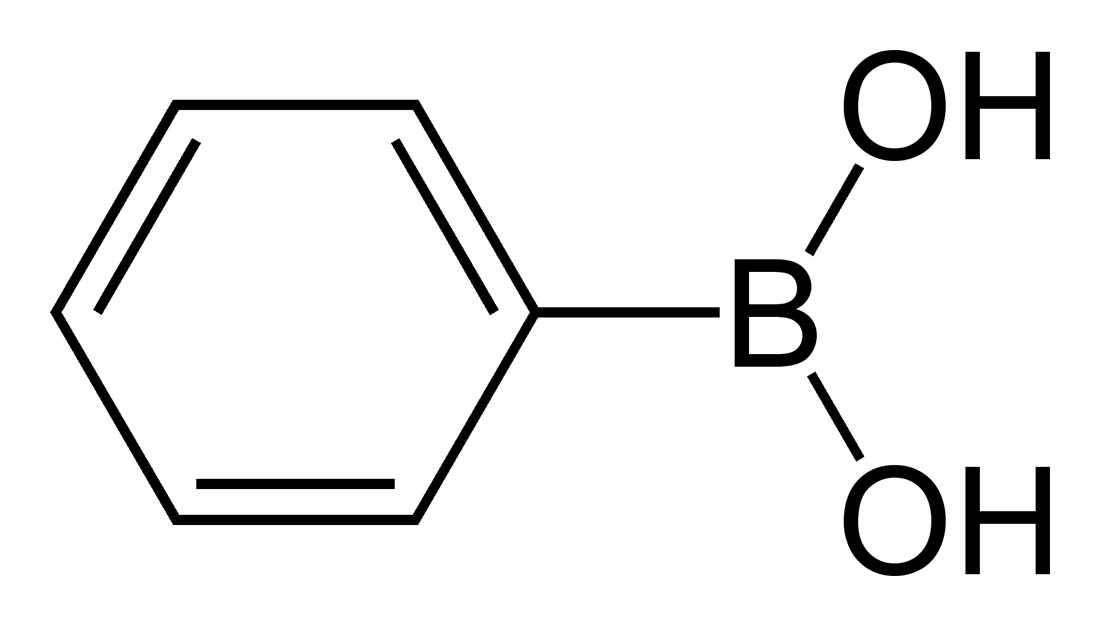
Структурна формула фенілборонової кислоти

Боронові кислоти — це клас органічних сполук, що мають групу {\displaystyle {\ce {-B(OH)2}}}.
Варто зазначити що всі органічні сполуки що містять Бор називаються органоборанами, або ж бороорганічними сполуками.
Боронові кислоти часто використовують у реакції Судзукі. Їх особливістю є те, що вони здатні утворювати оборотні ковалентні комплекси з цукрами, амінокислотами тощо. Прикладом такої кислоти є фенілборонова кислота, брутто формула якої:{\displaystyle {\ce {C6H5-B(OH)2}}} За фізичними властивостями фенілборонова кислота є білим кристалічним порошком. Ці кислоти є отруйними та можуть подразнювати шкіру.